# Bennett (Colorado)
Bennett es un pueblo ubicado en el condado de Adams y en el condado de Arapahoe en el estado estadounidense de Colorado. En el año 2000 tenía una población de 2021 habitantes y una densidad poblacional de 252,6 personas por km².

## Geografía
Bennett se encuentra ubicado en las coordenadas 39°45′13″N 104°25′43″O / 39.75361, -104.42861.

## Demografía
Según la Oficina del Censo en 2000 los ingresos medios por hogar en la localidad eran de $46,600, y los ingresos medios por familia eran $50,881. Los hombres tenían unos ingresos medios de $38,672 frente a los $26,354 para las mujeres. La renta per cápita para la localidad era de $17,905. Alrededor del 5,8% de la población estaba por debajo del umbral de pobreza.